# Pan Ibrahim i kwiaty Koranu (film)
Pan Ibrahim i kwiaty Koranu (franc. Monsieur Ibrahim et les fleurs du Coran) – francuski film wyreżyserowany przez François Dupeyrona.

## Obsada
- Omar Sharif – Pan Ibrahim Demirdji
- Pierre Boulanger – Moses Momo Schmitt
- Gilbert Melki – Ojciec Momo
- Isabelle Renauld – Matka Momo
- Lola Naymark – Myriam

## Fabuła
Akcja filmu rozgrywa się w Paryżu w latach 60., jest to opowieść o przyjaźni dojrzewającego żydowskiego chłopca ze starym sklepikarzem, muzułmaninem. Na początku historii chłopiec imieniem Momo jest nieufny w stosunku do sklepikarza, w duchu usprawiedliwia swoje drobne kradzieże, w jego sklepie. Jednak z czasem sklepikarz staje się mentorem dla chłopaka, zastępuje mu ojca.

## Nagrody i nominacje
Złote Globy 2003
- Najlepszy film zagraniczny (nominacja)

29. ceremonia wręczenia Cezarów
- Najlepszy aktor - Omar Sharif